# Konstandinos Gatsiudis
Konstandinos Gatsiudis (ur. 17 grudnia 1973 w Didimoticho) – grecki lekkoatleta specjalizujący się w rzucie oszczepem.
Trzykrotny medalista mistrzostw świata. Dwukrotny olimpijczyk (Atlanta 1996 - 10. miejsce i Sydney 2000 - 6. miejsce).  Zwycięzca Finału Grand Prix IAAF (Monachium 1999). Były rekordzista świata juniorów (80,30 w 1992). Dziewięciokrotny rekordzista Grecji. Rekord życiowy - 91,69 - uzyskał 24 czerwca 2000 w fińskim Kuortane, wynik ten jest aktualnym rekordem Grecji a zarazem dziesiątym rezultatem w historii światowej lekkoatletyki, był to najlepszy rezultat na świecie w 2000.